# Caroline Phillips
Caroline Agnes Isabella Phillips (* 13. Dezember 1870 in Kintore, Aberdeenshire; † 13. Januar 1956 ebenda) war eine schottisch-britische Journalistin und Frauenwahlrechtsaktivistin.

## Leben

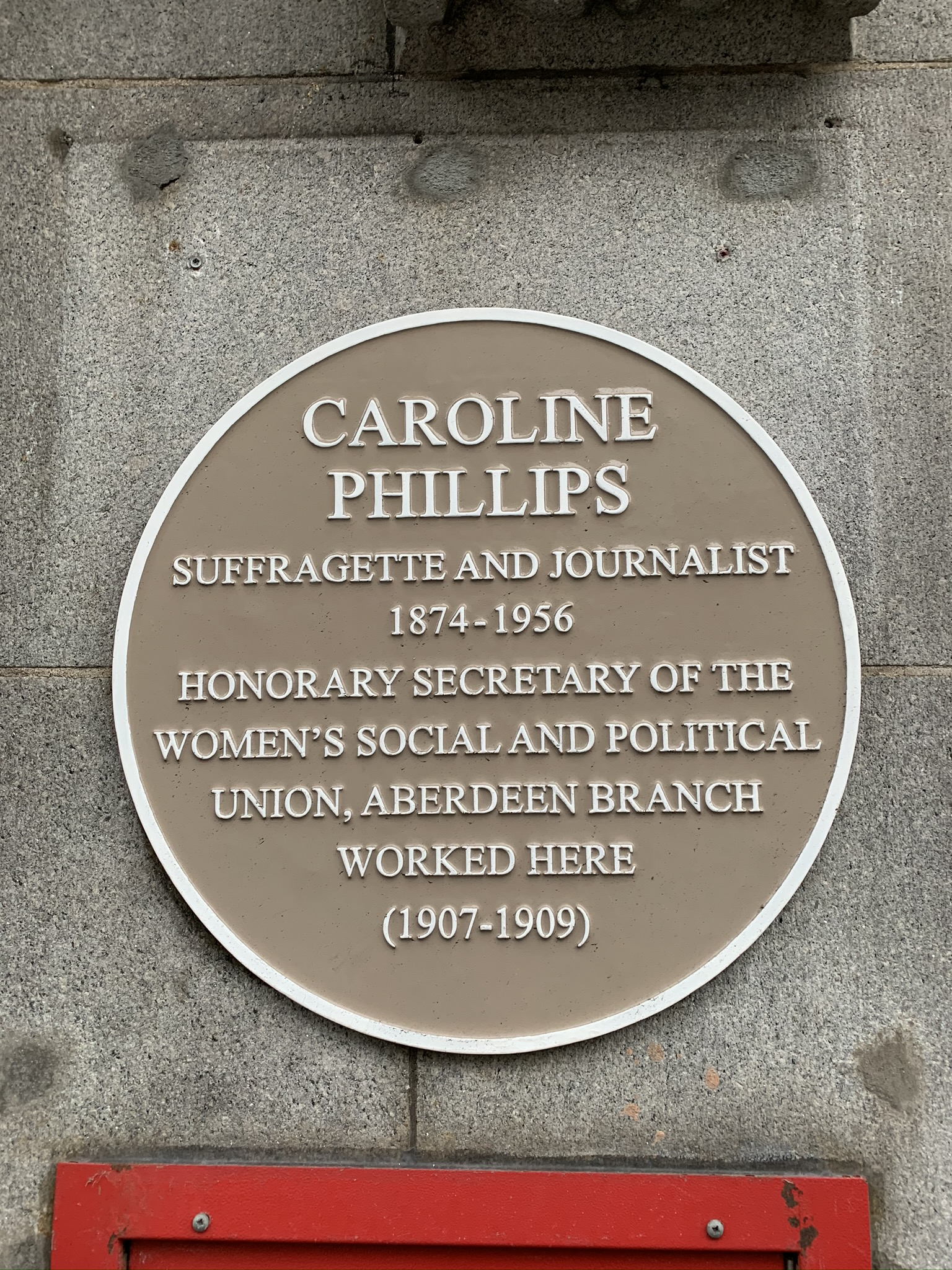
Gedenktafel für Caroline Phillips, Union Street, Aberdeen.

Phillips wurde als Tochter des Schulleiters James Phillips und der Nählehrerin Jane Phillips (geborene Watt) geboren.
Phillips wurde Journalistin und arbeitete für das Aberdeen Daily Journal, die konservativere der beiden Tageszeitungen in Aberdeen zu dieser Zeit. Sie war damit zu ihrer Zeit eine von weniger als 70 Journalistinnen im gesamten Vereinigten Königreich. Sie arbeitete in einem Büro in der Broad Street in Aberdeen, das später zum Büro des Evening Express wurde. Ihr Engagement für das Frauenwahlrecht brachte sie oft in Schwierigkeiten mit ihrem Arbeitgeber. Als ihr schließlich die Teilnahme an politischen Versammlungen untersagt wurde, erschwerte dies ihre Arbeit als Journalistin erheblich, hielt sie jedoch nicht davon ab, sich an die Spitze der Kampagne für das Frauenwahlrecht in und um Aberdeen zu stellen.
Phillips war von 1907 bis 1909 die ehrenamtliche Organisatorin der in der Women’s Social and Political Union (WSPU) organisierten Suffragetten in Aberdeen. Sie organisierte unter anderem 1907 eine Demonstration in Edinburgh, fügte Fahnen mit der Aufschrift „Votes for Women“ auf Golfplätzen hinzu und schrieb Briefe an die Presse. Während das Aberdeen Daily Journal das Frauenwahlrecht strikt ablehnte, gelang es Phillips, in der Rubrik Letters To The Editor Argumente für das Frauenwahlrecht auch in konservative Zeitungen einzubringen. Ungerührt benutzte sie oft die Adresse des Aberdeen Daily Journal als Korrespondenzadresse im Zusammenhang mit der WSPU und verfasste WSPU-bezogene Briefe auf Daily Journal-Notizpapier. Im Januar 1908 warnte ihr Arbeitgeber Phillips, dass sie sich viel zu sehr mit der Frauenwahlrechtsbewegung „identifiziere“ und dass sie ihren Job verlieren könnte, wenn sie nicht aufhöre, sich in der Frauenpolitik zu engagieren.
Ihre Rolle als ehrenamtliche Organisatorin des Aberdeener Zweigs der WSPU bedeutete, dass sie viele führende Mitglieder der WSPU traf und mit ihnen korrespondierte. Phillips glaubte allerdings eher an den Einsatz politischer Mittel, um das Wahlrecht für Frauen zu erreichen, während die militanten Suffragetten der WSPU zunehmend das Konzept „Taten statt Worte“ vertraten. Phillips war damit nicht einverstanden. Die schottische Suffragette Amy Sanderson wurde im September 1907 vom Hauptquartier gebeten, dringend nach Aberdeen zu reisen und dort bei Phillips wegen der Meinungsverschiedenheiten über die Taktik zu vermitteln.
Ein Beispiel für solche Meinungsverschiedenheiten trat im Dezember 1907 auf, als Emmeline Pankhurst plante, einen Besuch des damaligen Schatzkanzlers H. H. Asquith in der Music Hall von Aberdeen zu stören, und Phillips ihr Bestes tat, um dies zu verhindern. Phillips hatte erfahren, dass die örtliche Liberal Party erwog, allen Frauen den Zutritt zu verweigern, falls Suffragetten eine Störung der Veranstaltung geplant hätten. Daraufhin wandte sich Phillips an die Funktionäre der Aberdeen Women’s Liberal Association und bot ihnen an, dafür zu sorgen, dass es nicht zu einer solchen Störung kommen würde. Sie war der Meinung, dass die Suffragetten der Veranstaltung fernbleiben sollten, um den Frauen der Aberdeen Women’s Liberal Association die Teilnahme zu ermöglichen, und ging davon aus, dass die WSPU-Führung ihre Argumentation verstehen und akzeptieren würde. Phillips wurde von Pankhurst überstimmt. Pankhurst traf in Aberdeen ein und führte ihren Plan durch, einen Protest anzuführen. Die Störung fand statt und endete in einer Schlägerei im Orchestergraben und dem Rauswurf der Suffragetten.
Phillips Position als Organisatorin in Aberdeen sollte sich von diesem Zusammenstoß mit der WSPU-Führung nie mehr erholen.  Im Jahr 1909 wurde Phillips von der Leitung des Zweigs in Aberdeen entbunden. Sie hatte in einem Brief vorgeschlagen, die WSPU solle die gewaltfreie Strategie der National Union of Women’s Suffrage Societies (NUWSS) übernehmen. Die Pankhursts reagierten schnell auf den Brief. Christabel Pankhurst schrieb Phillips in einem Telegramm vom 5. Januar 1909 kurz und bündig: „Sylvia Pankhurst arrives Thursday morning to take charge local work. Thursdays meeting had better be abandoned.“
Phillips sollte die letzte Frau aus Aberdeen direkt sein, die die Bewegung anführte. Sylvia Pankhurst, die Tochter von Emmeline Pankhurst, übernahm zunächst den Zweig in Aberdeen, als die Dinge in Aberdeen und in ganz Schottland militanter wurden. Später wurde der Zweig in Aberdeen ganz aufgelöst und alle Mitglieder wurden aufgefordert, sich stattdessen der  direkt von London aus gesteuerten Aktivitäten der WSPU anzuschließen.
1912 erbte Phillips von einer Tante das Station Hotel in Banchory und zog aus Aberdeen weg. Ihr leitender Redakteur sagte bei ihrer Verabschiedung: „Wenn sie nur nicht in andere Dinge verwickelt gewesen wäre, hätte sie eine gute Reporterin abgegeben.“ Phillips widmete sich dem Hotel bis sich in den 1940er Jahren im Alter nach Kintore zurückzog. Sie starb 1956 im Alter von 85 Jahren und wurde in Kintore begraben.
Die Historikerin Sarah Pedersen fasste ihr Leben wie folgt zusammen:

„Caroline Phillips was very well-respected in the suffragette movement. She had a career as a journalist as well as her role as a suffragette. She was torn between her job and her commitment to the movement. It fascinates me that she was putting her career on the line for this movement. It was also very unusual for a woman to have a role as a journalist at that time – that in itself is making a huge statement. She was quite shameless and would often write letters for the suffrage movement using work paper and equipment. It got her into a lot of trouble and must have been very difficult for her. […] I think it’s fantastic that these women that have been a little bit swallowed up by history are now being remembered in their own right as well as some of the more well-known figures in the suffragette movement. It’s so important to talk about this movement and the different cities and people involved in it.“

„Caroline Phillips war in der Suffragettenbewegung sehr angesehen. Neben ihrer Rolle als Suffragette machte sie auch eine Karriere als Journalistin. Sie war hin- und hergerissen zwischen ihrem Beruf und ihrem Engagement für die Bewegung. Es fasziniert mich, dass sie ihre Karriere für diese Bewegung aufs Spiel gesetzt hat. Es war auch sehr ungewöhnlich, dass eine Frau zu dieser Zeit als Journalistin tätig war – das allein ist schon ein großes Statement. Sie war ziemlich schamlos und schrieb oft Briefe für die Wahlrechtsbewegung, wobei sie Arbeitspapier und Arbeitsmittel benutzte. Das brachte ihr eine Menge Ärger ein und muss für sie sehr schwierig gewesen sein. […] Ich finde es fantastisch, dass diese Frauen, die ein wenig von der Geschichte verschluckt wurden, jetzt als eigenständige Persönlichkeiten in Erinnerung bleiben, ebenso wie einige der bekannteren Persönlichkeiten der Suffragettenbewegung. Es ist wichtig, über diese Bewegung und die verschiedenen Städte und Menschen, die an ihr beteiligt waren, zu sprechen.“